# Trichosteleum inflexifolium
Trichosteleum inflexifolium là một loài rêu trong họ Sematophyllaceae. Loài này được Dixon mô tả khoa học đầu tiên năm 1935.